# Civo
Civo (Cif in dialetto valtellinese) è un comune italiano sparso di 1 132 abitanti della provincia di Sondrio in Lombardia. Esso non presenta un nucleo abitato di maggiore rilevanza, ma è l'insieme di numerose piccole frazioni piuttosto distanti fra loro. La sede comunale è situata nella frazione di Serone.

## Geografia fisica
Il comune di Civo si sviluppa nell'area della destra orografica valtellinese denominata Costiera dei Cech, che si estende dall'entrata della Val Masino fino al termine della Valtellina, situato nel comune di Dubino.
Comprende nel suo territorio la valle di Spluga.

## Origini del nome
Il nome Civo deriverebbe dal latino clivium (letteralmente "pendenza") in riferimento alla sua posizione geografica.

## Storia

### Testimonianze Storiche
Giovanni Guler von Weineck, che fu governatore grigione della Valtellina dal 1587 al 1588, così descrive l'abitato di Civo:
“  Civo…sorge quasi a mezza montagna sopra il piano dell’Adda in un’amena conca; ivi passa in un valloncello un piccolo rivo che serve per i mulini e per l’irrigazione. Questo villaggio è assai antico ed in buona posizione: venne così denominato dal suo fondatore Caio Livio, il quale, si dice, sia venuto dalla Grecia in Italia con l’imperatore Teodosio ed abbia in  seguito combattuto contro i Goti sotto 
Stilicone generale dell’impero romano; poi, varcato il passo di Bormio, sia capitato col suo seguito in questa località della Valtellina inferiore. E il luogo tanto gli piacque che egli e i suoi vi fissarono la propria dimora; tanto più che nessuno osava loro impedirlo, perché quel territorio era solo frequentato da pastori nomadi, che si aggiravano qua e là fra la valle del Tovate e il vallone di Bioggio (termine connesso con la voce dialettale “bedoia”, betulla, oppure con “Biogio”, soprannome personale), a seconda della opportunità dei pascoli. Il nome del paese così sorto venne col tempo a ridursi per brevità da due parole ad una sola, da Caio Livio trasformandosi in Clivio…poiché ordinariamente Caio si scrive…C.; e questo C., seguito da Livio, diede la forma Clivio.”

### Simboli
Lo stemma e il gonfalone sono stati concessi con decreto del presidente della Repubblica del 25 novembre 1989. L'emblema civico è descritto come:
Il gonfalone è un:

## Monumenti e luoghi d'interesse

### Architetture civili
- Ponte di Ganda, che deve il proprio nome alla località che lo ospita (appunto: Ganda, che significa pietraia).[12]

### Architetture religiose
Degne di nota sono le numerose chiese che il comune di Civo ospita. Grande impulso alla costruzione e ampliamento delle chiese venne dopo il Sacro Macello, quando la Chiesa cattolica appoggiò il massacro dei protestanti dalla valle; nella successiva opera di ricattolicizzazione forzata venne favorita la costruzione di chiese monumentali e magniloquenti, a volte notevolmente sproporzionate rispetto agli abitanti dei borghi. Tra questi edifici sacri, i più importanti sono
- la chiesa collegiata arcipretale di san Bartolomeo, nella frazione di Caspano, la più ecclesiasticamente importante del comune, edificata forse nel XII secolo, ampliata e modificata a partire dal 1527 e rimaneggiata fino al XVIII secolo.La chiesa di San Bartolomeo a Caspano

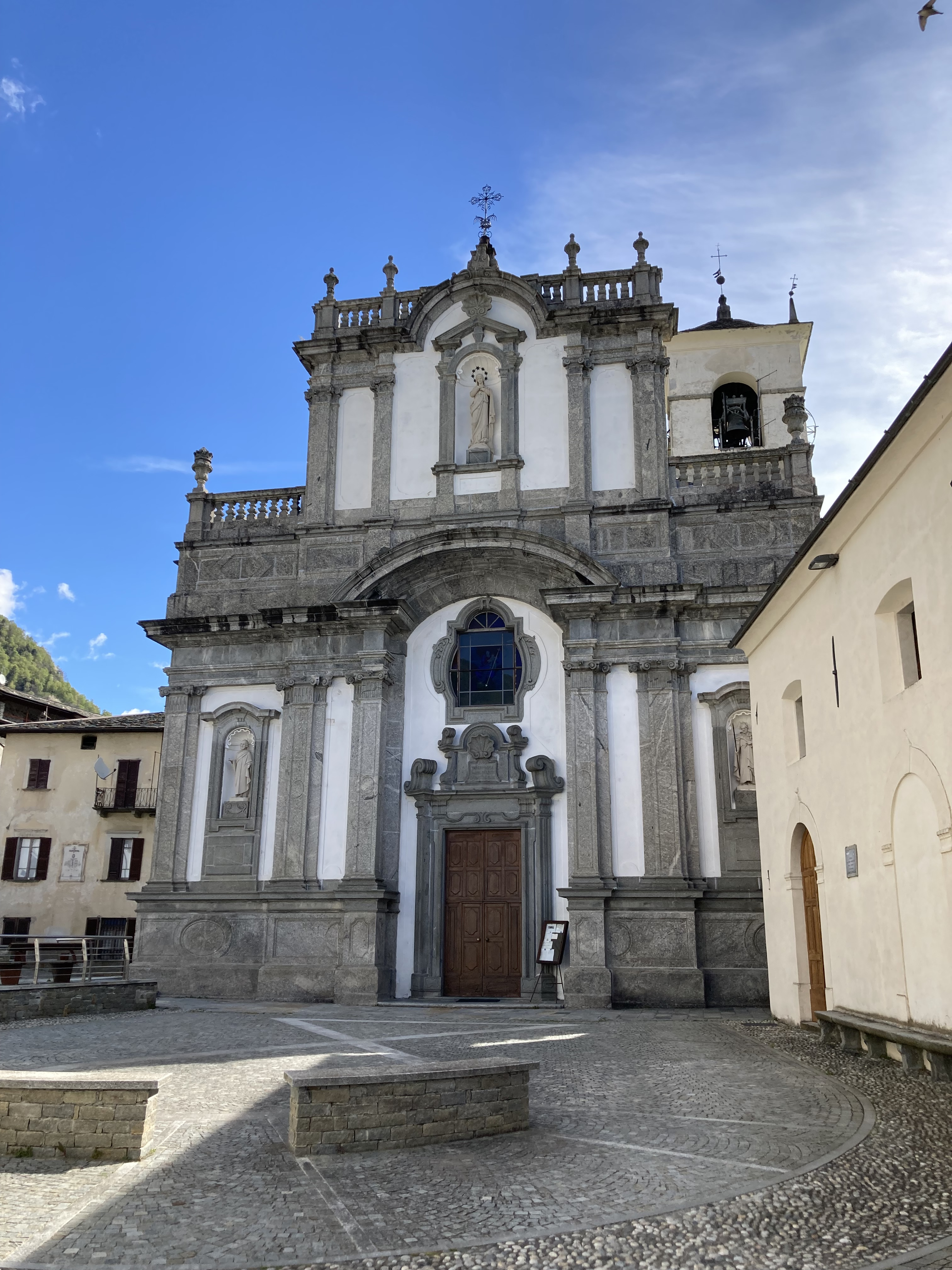
La chiesa di San Bartolomeo a Caspano

- la chiesa prepositurale di san Giacomo, nella frazione di Roncaglia, eretta nel 1654 e consacrata nel 1674. Al suo interno conserva affreschi di Carlo Innocenzo Carloni[14]
- la chiesa parrocchiale di sant'Andrea, nella frazione di Civo, già esistente nel XV secolo, ricostruita nel 1697; si avevano inoltre le confraternite del Santissimo Sacramento, sia maschile che femminile, e del Santissimo Rosario, fondata nel 1575, alla quale risultavano ascritti sia le consorelle che i confratelli del Santissimo Sacramento.[15]Affresco dell’oratorio del Santissimo Sacramento nella chiesa Sant’Andrea di Civo Centro.

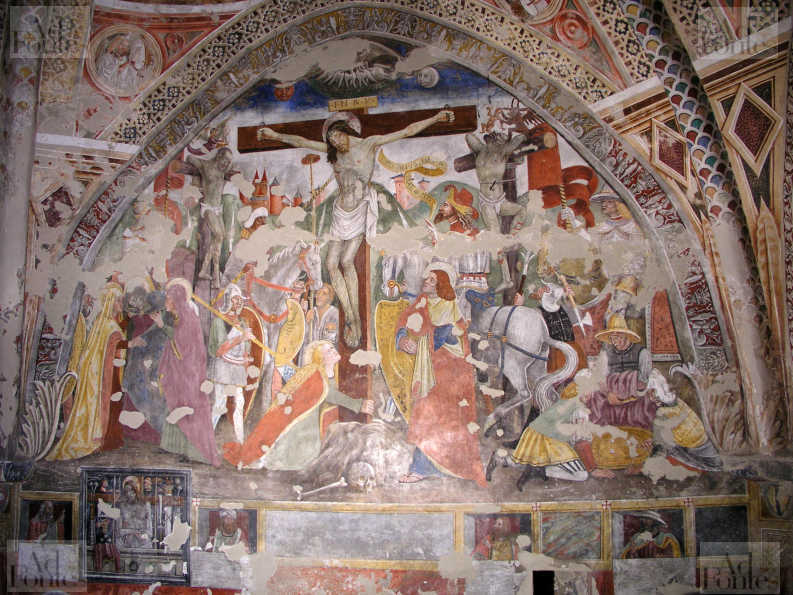
Affresco dell’oratorio del Santissimo Sacramento nella chiesa Sant’Andrea di Civo Centro.

- la chiesa parrocchiale della patrona S. Caterina nella frazione di Cevo.
- la chiesa di Santa Croce, nell'omonima frazione, probabilmente del XVII secolo ma radicalmente restaurata nel 1933.

## Società

### Evoluzione demografica
Abitanti censiti

### Etnie e minoranze straniere
Al 31 dicembre 2015 gli stranieri residenti nel comune di Civo erano 26.

## Geografia antropica
Il comune è articolato in diverse località, frazioni e maggenghi, elencati di seguito:
Frazioni: Acquamarcia, Bedoglio, Cadelpicco, Cadelsasso, Caspano, Cevo, Chempo, Civo Centro, Marsellenico, Naguarido, Poira, Ponte del Baffo, Ponte di Ganda, Rebustella San Biagio, Regolido, Roncaglia di Sopra, Roncaglia di Sotto, San Bello, Santa Croce, Selvapiana, Serone e Vallate.
Località: Balestro, Cà Camero, Cà Donai, Cà Faitella, Cà Riatt, Camiraccio, Case di Roncaglia, Civasca, Pedrascin Predaguta e Riegno, San Bernardo
Maggenghi: Careggio, Criagno, Fontanili, Giuoco, Gonchi, Ledino, Peccio, Pra Mezzo, Prasoccio e Rigorso.

### Residenti nelle frazioni al 2023

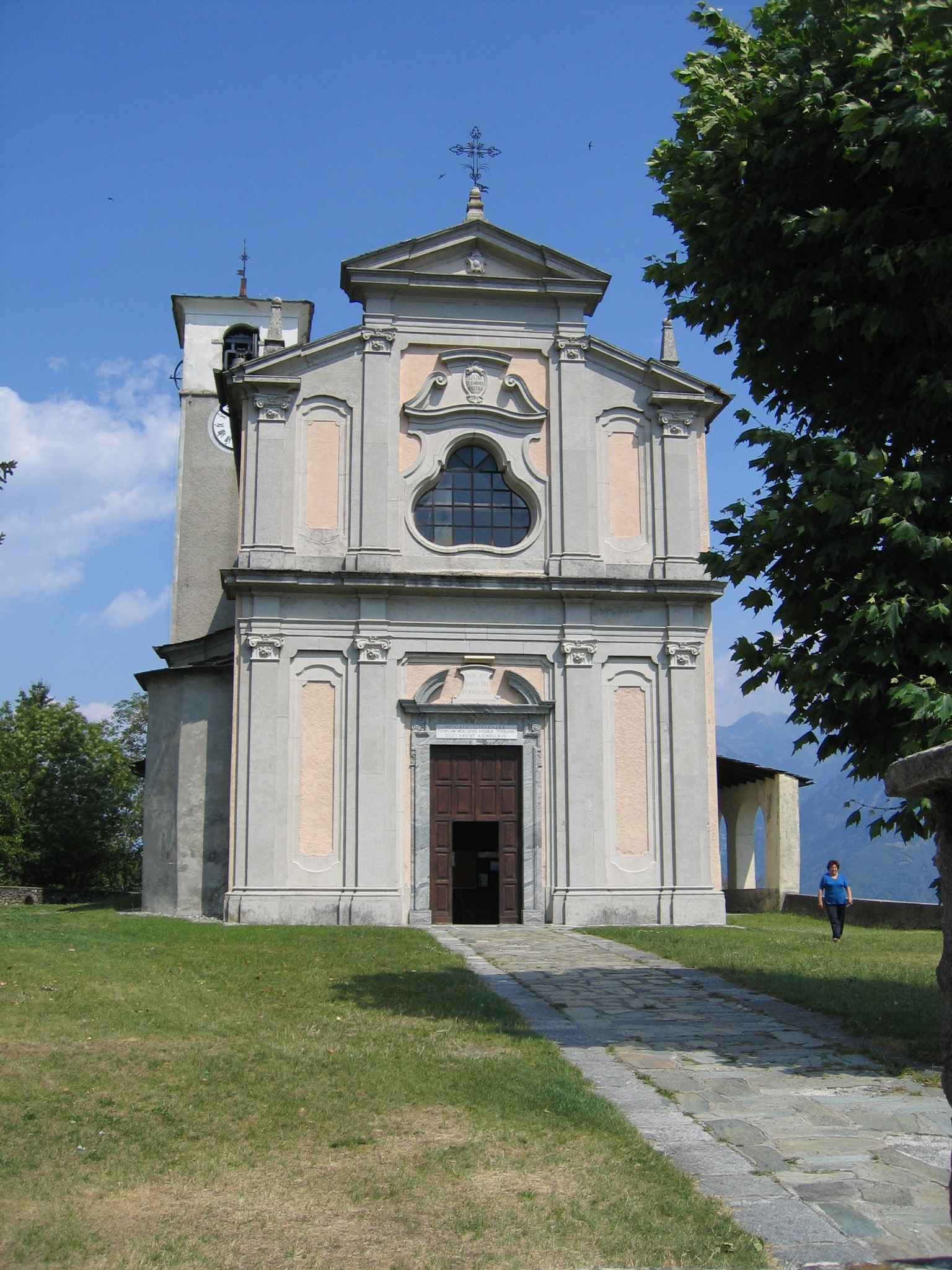
La chiesa di Sant'Andrea a Civo centro

- Civo, 238
- Caspano, 74
- Santa Croce, 172
- Cevo, 97
- Roncaglia Sotto, 61
- Roncaglia Sopra, 21
- Serone, 93
- Chempo, 38
- Cadelpicco, 86
- Cadelsasso, 26
- Bedoglio, 29
- Naguarido, 26
- Selvapiana, 11
- San Biagio, 9
- Rebustella, 11
- Vallate, 22
- Poira, 36
- Regolido, 6
- Naguarido, 26
- Ponte del baffo, 6
- Ponte di ganda, 15
- Marsellenico, 3
- San Bello, 16
- Case sparse, 11

## Infrastrutture e trasporti
I trasporti interurbani di Civo vengono svolti con autoservizi di linea gestiti da STPS Sondrio.